# Asterocomes indica
Asterocomes indica is een eenoogkreeftjessoort uit de familie van de Stellicomitidae. De wetenschappelijke naam van de soort is voor het eerst geldig gepubliceerd in 1962 door Rao.